# Гелен (сын Приама)
Геле́н (др.-греч. Ἕλενος, также Елен/Элен) — в древнегреческой мифологии сын царя Трои Приама и Гекубы, один из 19 их сыновей.
Гелен обладал пророческим даром был птицегадателем. Получил дар ясновидения в детстве вместе со своей сестрой-близнецом Кассандрой, когда они во время празднества были забыты взрослыми в храме Аполлона Фимбрейского, где им заснувшим священные змеи облизали глаза и уши.
Участвовал в играх в Трое над кенотафом Париса, в состязаниях в беге. Зная, какие бедствия ждут Трою из-за Елены Прекрасной, Гелен пытался отговорить Париса от путешествия за известной красавицей. Гелен не раз давал Гектору советы, которым тот охотно следовал. В «Илиаде» убил 1 грека.
После смерти Париса хотел жениться на Елене, но был вынужден уступить её Деифобу. Обидевшись, он оставил Трою и поселился на Иде, где был пленён Одиссеем и рассказал ахейцам, как можно взять Трою. В частности, он предсказал, что для этого нужен лук Геракла.
После взятия Трои Гелен, сдружившийся с царем Неоптолемом, посоветовал ему возвращаться на родину по суше, благодаря чему Неоптолем, доставшаяся ему в добычу Андромаха и сам Гелен избежали гибели во время морской бури, обрушившейся у острова Эвбея на ахейское войско. Гелен отправился к молоссам, основал город в Молоссии и поселился там. Женился на Деидамии, матери Неоптолема. Согласно рассказу Вергилия, по завещанию Неоптолема Гелен получил в жены Андромаху и часть царства в Эпире, где создал маленькую Трою («новый Пергам») и дал стране имя Хаонии и царствовал в ней до конца своей жизни. Гелена посетил Эней во время странствий. У Гелена и Андромахи родился сын Кестрин. Умирая, Гелен передал власть Молоссу.
Однако могилу Гелена показывали в Аргосе. Его статуя находилась в Олимпии напротив Одиссея. Был изображён в пурпурном плаще на картине Полигнота в Дельфах.